# Biserica Madeleine din Paris

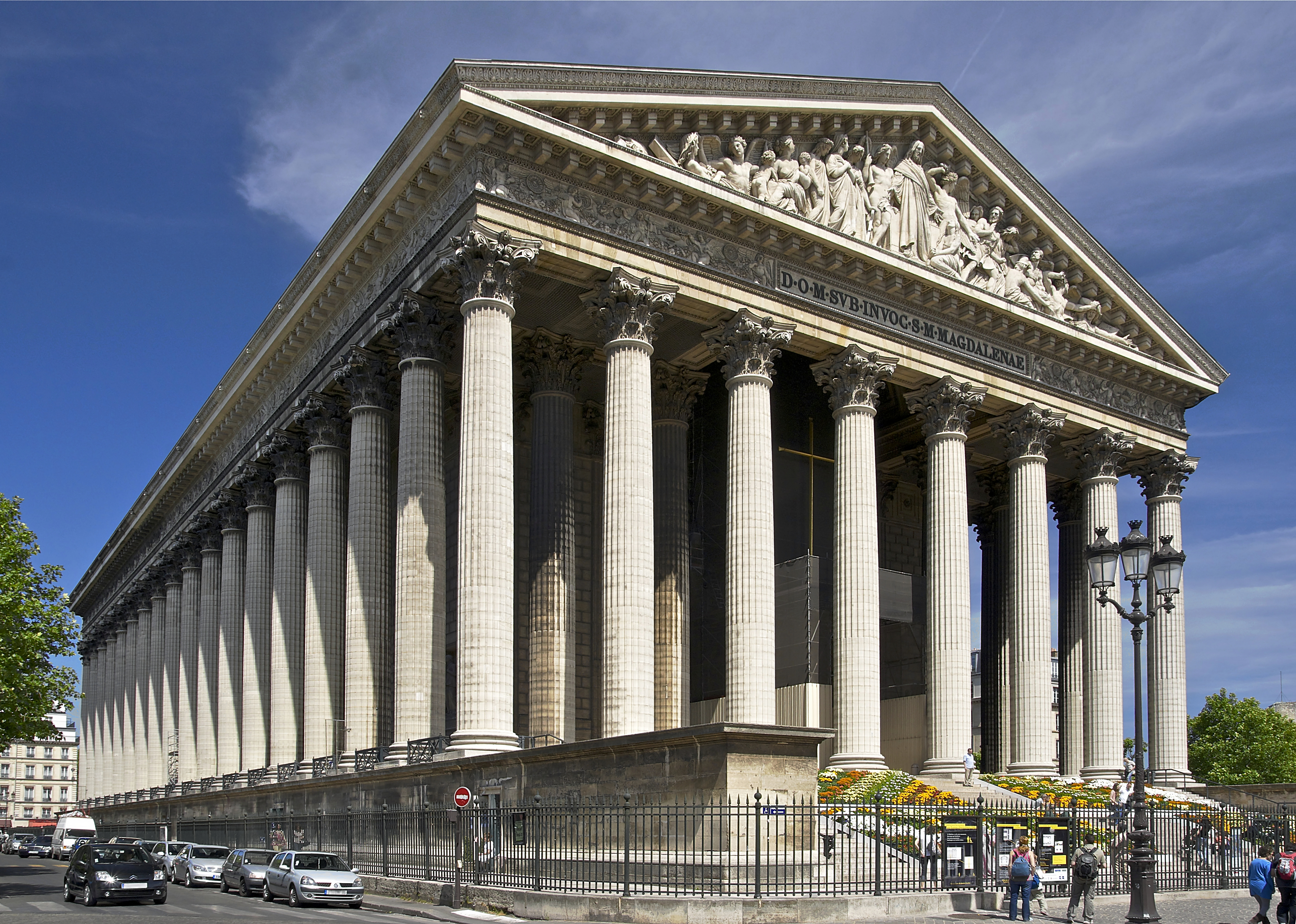
Biserica "Église de la Madeleine" din Paris

Biserica Madeleine (Église de la Madeleine) este o biserică romano-catolică aflată în centrul arondismentul al 8-lea al Parisului, în apropierea Place de la Concorde și Place Vendôme. 

## Descriere
Este un monument în stil neoclasic dedicat personajului biblic Maria Magdalena. Construcția sa s-a întins pe parcursul a 85 de ani, mai ales din cauza turbulențelor politice de la sfârșitul veacului al XVIII-lea și începutul veacului următor. În decursul timpului edificiul a avut mai multe destinații, fiind pe rând templu pentru glorificarea Marii Armate a lui Napoleon, din 1806, mai apoi gară din 1837 (prima din Paris), iar abia în 1845 primește destinația actuală de biserică romano-catolică. Este deservită de stația de metrou Madeleine.
Poarta de bronz la intrarea în biserică este decorată cu mai multe basoreliefuri, reprezentând unele din cele zece porunci ale Decalogului.
Pe frontonul fațadei vestice este reprezentată scena biblică cu Judecata de Apoi, având pe Isus în centru. 
Sub fronton se găsește inscripția: D.O.M.SVB.INVOC.S.M.MAGDALENAE (Deo Optimo Maximo sub invocatione Sanctae Mariae Magdalenae).

## Galerie de imagini

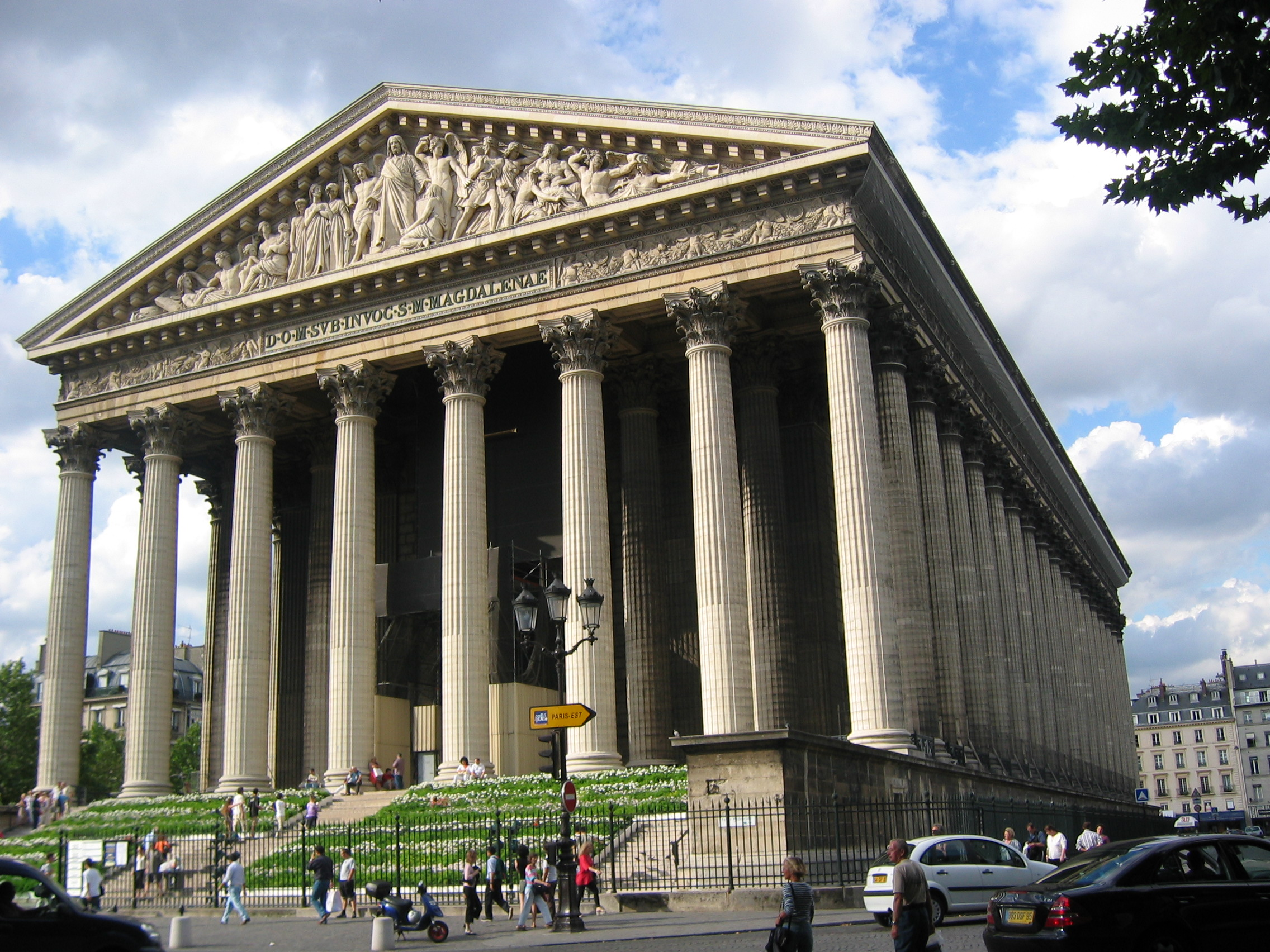
Église de la Madeleine Paris
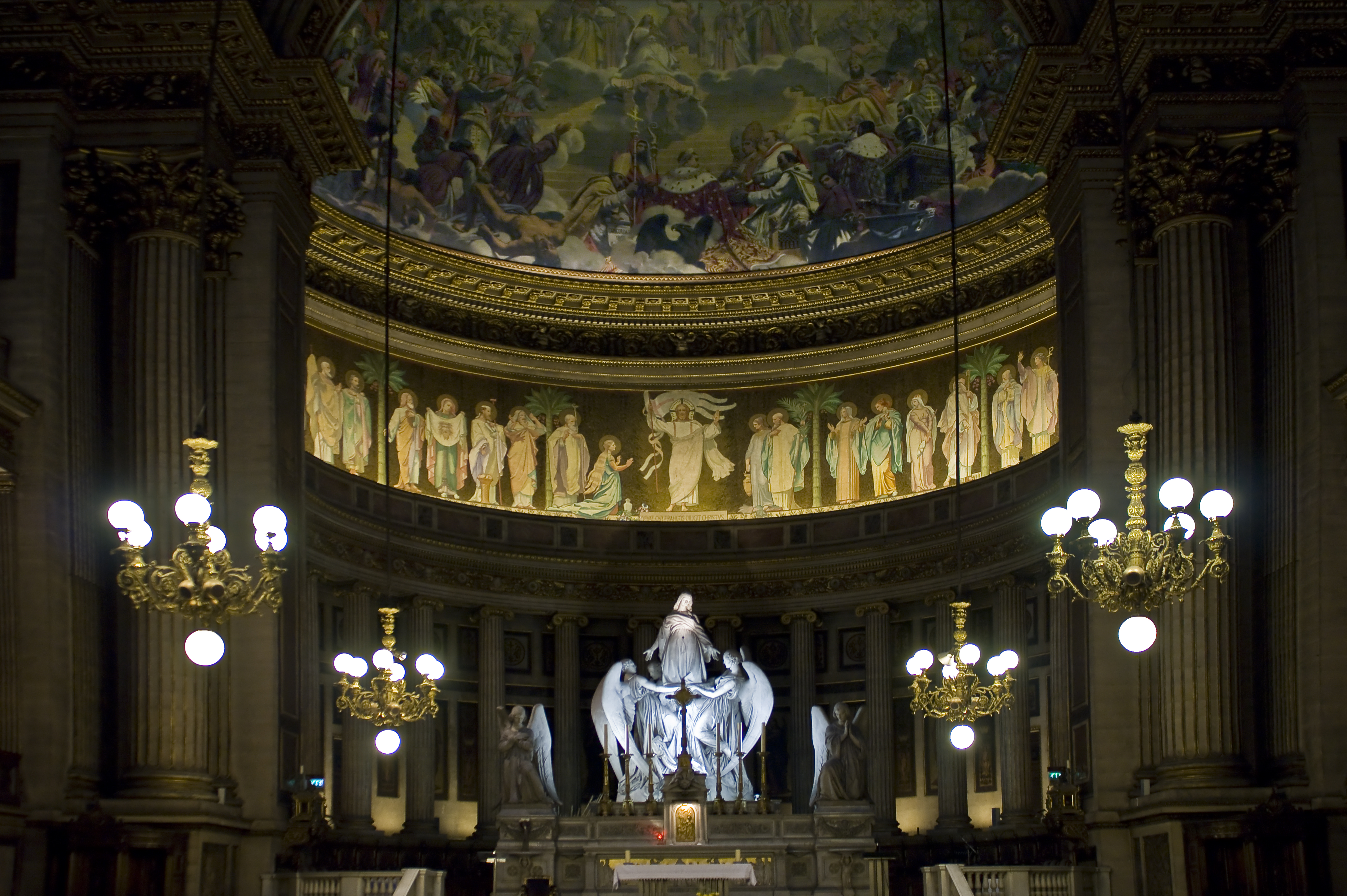
Église de la Madeleine Paris Interiorul, cu statuia Magdalenei de Carlo Marochetti (1805-1867)
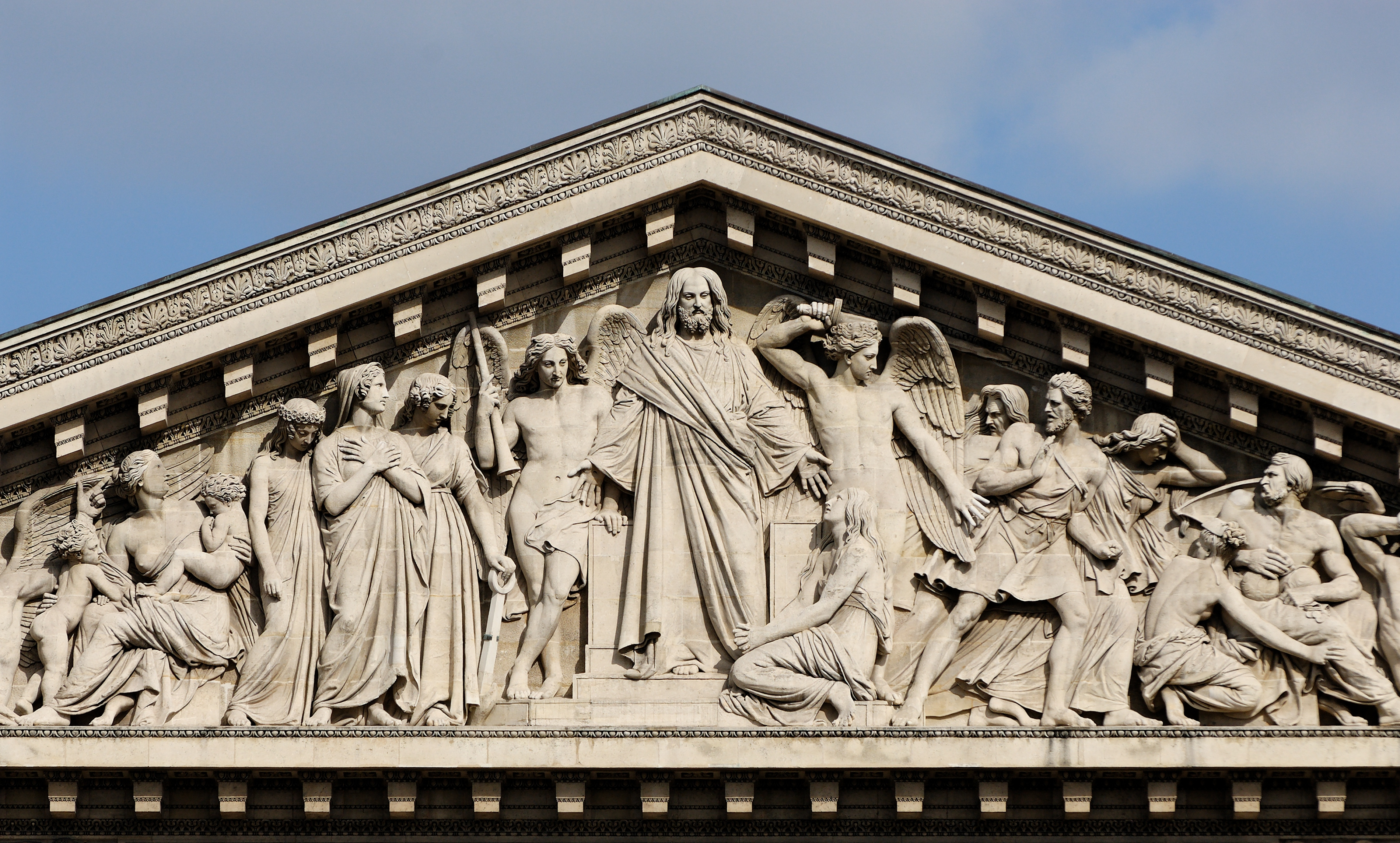
Frontonul cu scena "Judecata de Apoi"
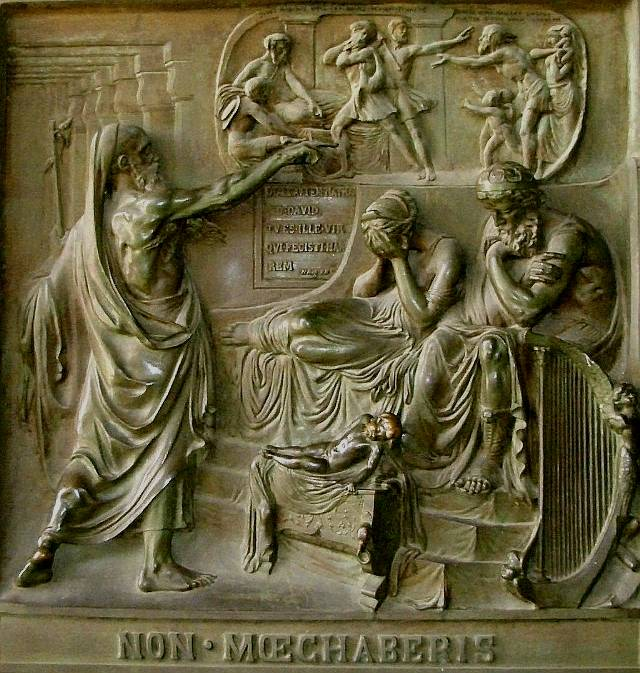
Basorelief pe poarta de intrare, proclamând cea de a şasea poruncă din Decalog